# Waylon
Waylon es un álbum del cantante Waylon Jennings lanzado en 1970 bajo el sello disquero RCA Victor. Además de la canción "Brown-Eyed Handsome Man", no se lanzó ningún otro sencillo.

La versión de la canción "Yes, Virginia" presentada en este álbum es diferente a la que se lanzó originalmente en el álbum The One and Only en 1967.

Según la autobiografía de Jennings, la canción "Yellow Haired Woman" fue escrita a su tercera esposa Barbara Rood.

## Canciones
1. Brown-Eyed Handsome Man – 2:03
(Chuck Berry)
2. Just Across the Way 
(Red Lane)
3. Don't Play the Game – 2:55
(George Pollock)
4. Shutting Out the Light 
(Woody Starr y Claude Brown)
5. I May Never Pass This Way Again – 2:49
(Ray Buzzeo)
6. The Thirty-Third Of August – 3:28
(Mickey Newbury)
7. Yellow Haired Woman – 1:51
(Waylon Jennings y Red Lane)
8. Where Love Has Died – 2:16
(Jim Owen)
9. All of Me Belongs to You 
(Merle Haggard)
Junto a Anita Carter
10. Yes, Virginia 
(Liz Anderson)
11. This Time Tomorrow (I'll Be Gone) – 1:48
(Joe Maphis y Rose Lee Maphis)